# Constant Delaperche
Pour les articles homonymes, voir Delaperche et Laperche (homonymie).
Constant Delaperche, dit Delaperche jeune, né à Paris le 5 avril 1780 et mort dans la même ville le 21 octobre 1843 est un peintre et sculpteur français.

## Biographie
Né le 5 avril 1780 à Paris, paroisse Saint-Eustache, Constant-Louis-Jacques-Élisabeth Laperche est le fils de Jean-Baptiste et de Thérèse Laperche. Il est le frère puiné de Jean-Marie Laperche. En 1813, les Laperche seront renommés « Delaperche », conformément à certains actes paroissiaux du XVIIIe siècle.
Initié à l'art par sa mère, Constant poursuit sa formation dans l'atelier du peintre David (et non de David d'Angers, comme cela a été quelquefois écrit). Pendant la Terreur, Thérèse Laperche, déjà séparée de son mari, quitte Paris avec son fils. Ils trouvent refuge à Reims, où il est embauché en 1801 par la maison Ruinart.
En 1804, Delaperche est engagé comme précepteur des enfants d'Alexandre-Louis-Auguste de Rohan-Chabot au château de La Roche-Guyon. Il restera pendant vingt ans au service des Rohan-Chabot et bénéficiera de leur soutien en vue de l'attribution de plusieurs commandes, dont la restauration de la chaire de l'église Saint-Roch de Paris. De la chaire d'origine, exécutée au milieu du siècle précédent par Simon Challe, il ne subsiste aujourd'hui que l'abat-voix. Les panneaux en bas-relief ont été sculptés par Delaperche en 1823. Les statues en plâtre peint des évangélistes qui soutenaient la chaire, réalisées avant 1814 par Guillaume Boichot, ont été remplacées en 1942 par des caryatides de Gabriel Rispal représentant les quatre vertus cardinales.
Le 15 juillet 1813, Constant Delaperche épouse Alexandrine-Thérèse Alexandre (1791-1875), fille d'Hippolyte Alexandre, régisseur du château, notaire et maire de La Roche-Guyon. Le couple aura cinq enfants, dont l'ingénieur Hippolyte Delaperche (1814-1901).
En 1824, Constant, dit « Delaperche jeune », retrouve son frère aîné Jean-Marie, dit « Delaperche aîné », de retour de Russie. Les deux frères exposent au Salon de cette année-là et travaillent en collaboration sur certains tableaux. En 1840, l'élévation à l'épiscopat de leur cousin par alliance, Denis-Auguste Affre, procure aux Delaperche la commande du portrait du prélat — peint par Jean-Marie — et de tableaux pour l'église de la ville natale de Mgr Affre, Saint-Rome-de-Tarn.
Constant Delaperche meurt le 21 octobre 1843 dans l'ancien 10e arrondissement de Paris.

## Œuvres
- Bas-reliefs en terre-cuite de la chapelle du château de La Roche-Guyon, 1817[5].
- Portrait de François-Joseph Noël, huile sur toile (100 x 82 cm), vers 1820, Versailles, Musée national des châteaux de Versailles et de Trianon[8].
- Peintures (quatre tableaux) et sculptures (cinq statues de saints en plâtre, anges en bas-relief du chœur, médaillon des commanditaires)[2] de l'église de Beaumesnil (Eure)[5].
- Un tableau pour la chapelle du marquis de Montmorency[10].
- Bas-reliefs de trois stations du chemin de croix de l'église Saint-Roch de Paris[10], 1822.
- Bas-reliefs en bois doré de la chaire de l'église Saint-Roch de Paris, 1823.
- Sculpture en marbre[10] pour le mausolée du marquis de Mortemart à La Mailleraye-sur-Seine[5], 1823 ou après.
- Le Salon de la maréchale de Beauvau, huile sur toile, appartenait en 1899 à la comtesse de Beaulincourt[11].
- Le Sacré-Cœur, peinture pour l'église de La Roche-Guyon[5],[12].
- Cartons des vitraux de l'hospice Saint-Charles de Rosny-sur-Seine[5], vers 1824.
- La Vierge et l'enfant Jésus, peinture exposée au Salon de 1824[13].
- Portrait des enfants de l’artiste, huile sur toile (62 x 52,4 cm), vers 1822, refusé au Salon de 1824[8], Limay, collection particulière.
- (Avec son frère Jean-Marie) L'Apparition de Jésus à Madeleine (Noli me tangere), huile sur toile, entre 1824 et 1833, église Sainte-Madeleine de Rouen.
- Saint Roch et les lépreux, huile sur toile (1,50 m x 2,50 m), 1841, église paroissiale de Saint-Rome-de-Tarn[14].
- L'Assomption de la Vierge, huile sur toile, autrefois dans l'église paroissiale de Saint-Affrique.

Œuvres de Constant Delaperche
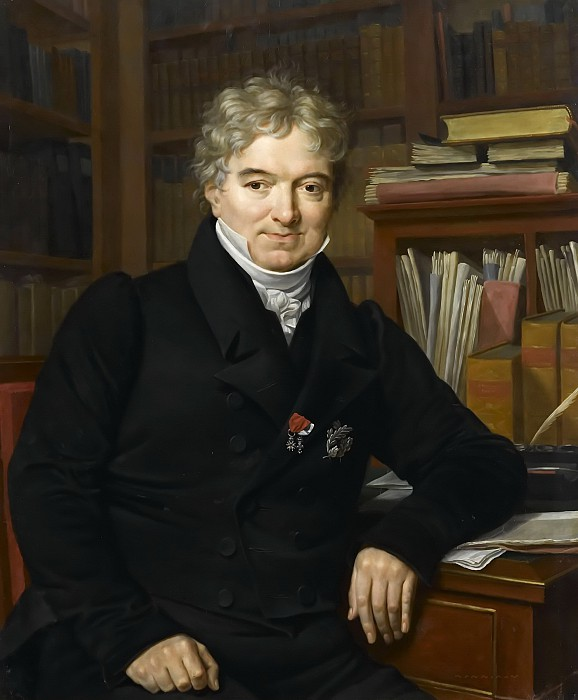
Portrait de François-Joseph Noël (vers 1820), château de Versailles.
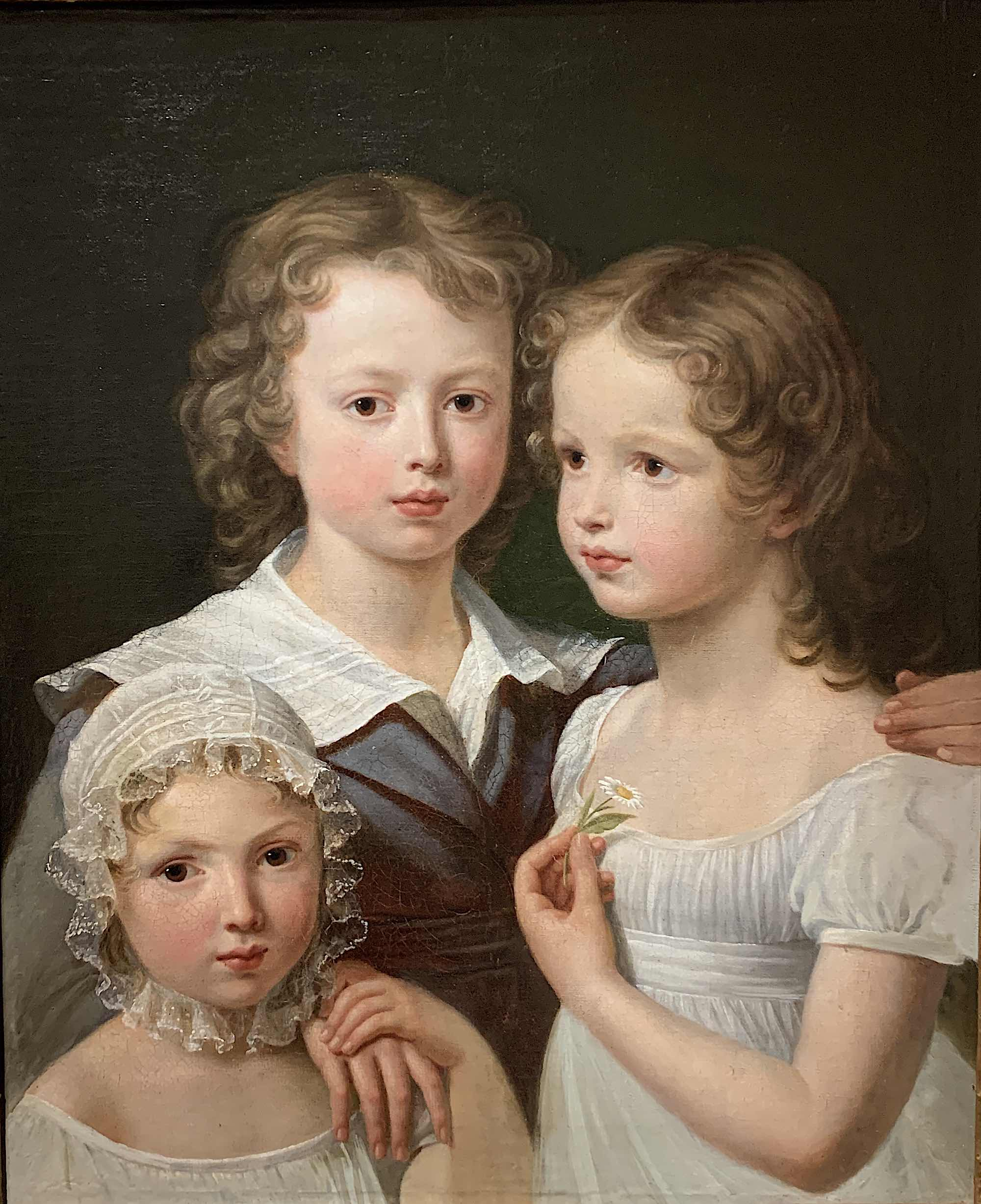
Portrait des enfants de l’artiste (vers 1822), collection particulière.
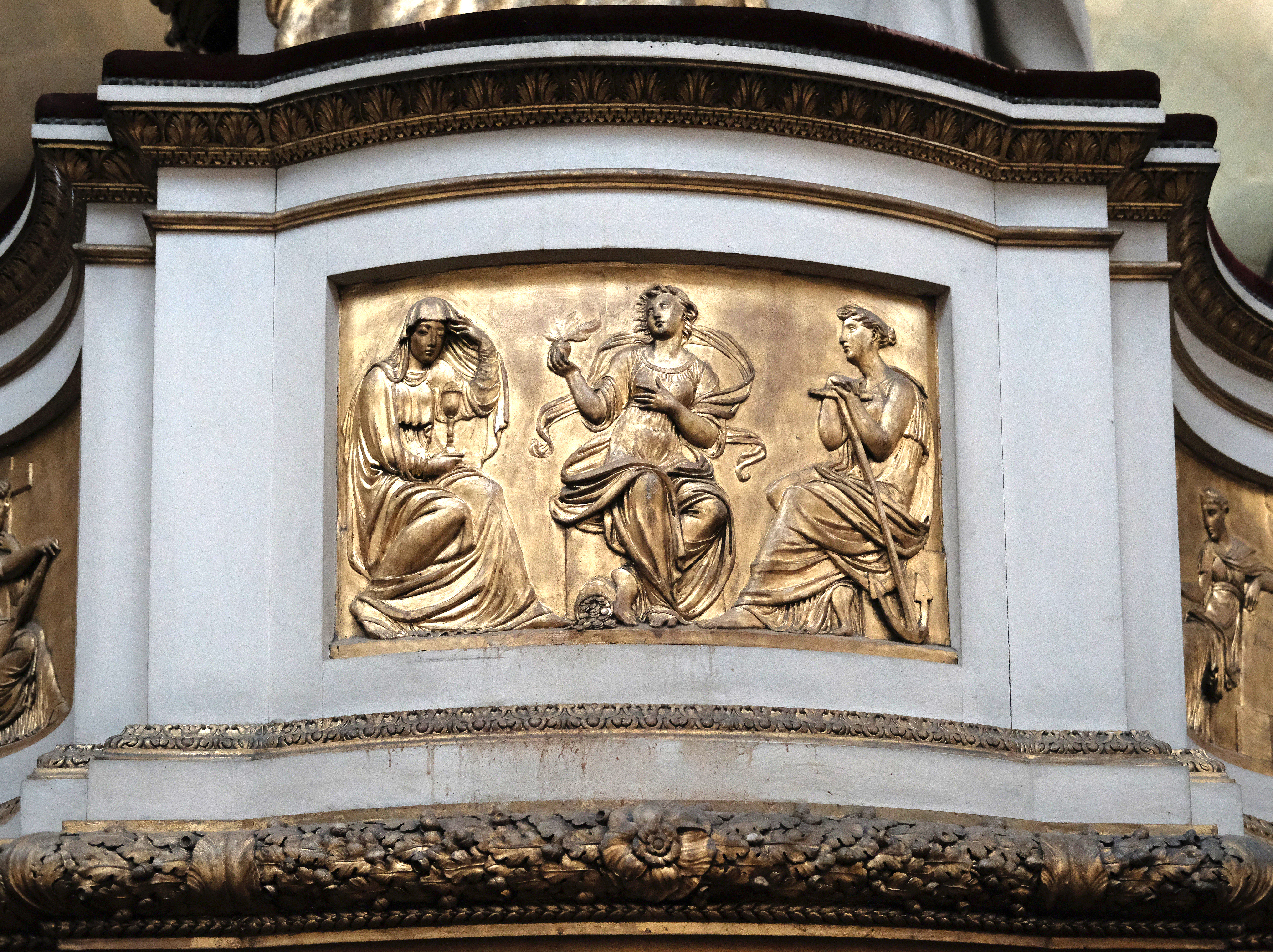
La Foi, la Charité et l'Espérance (1823), bas-relief en bois de la chaire de l'église Saint-Roch de Paris.
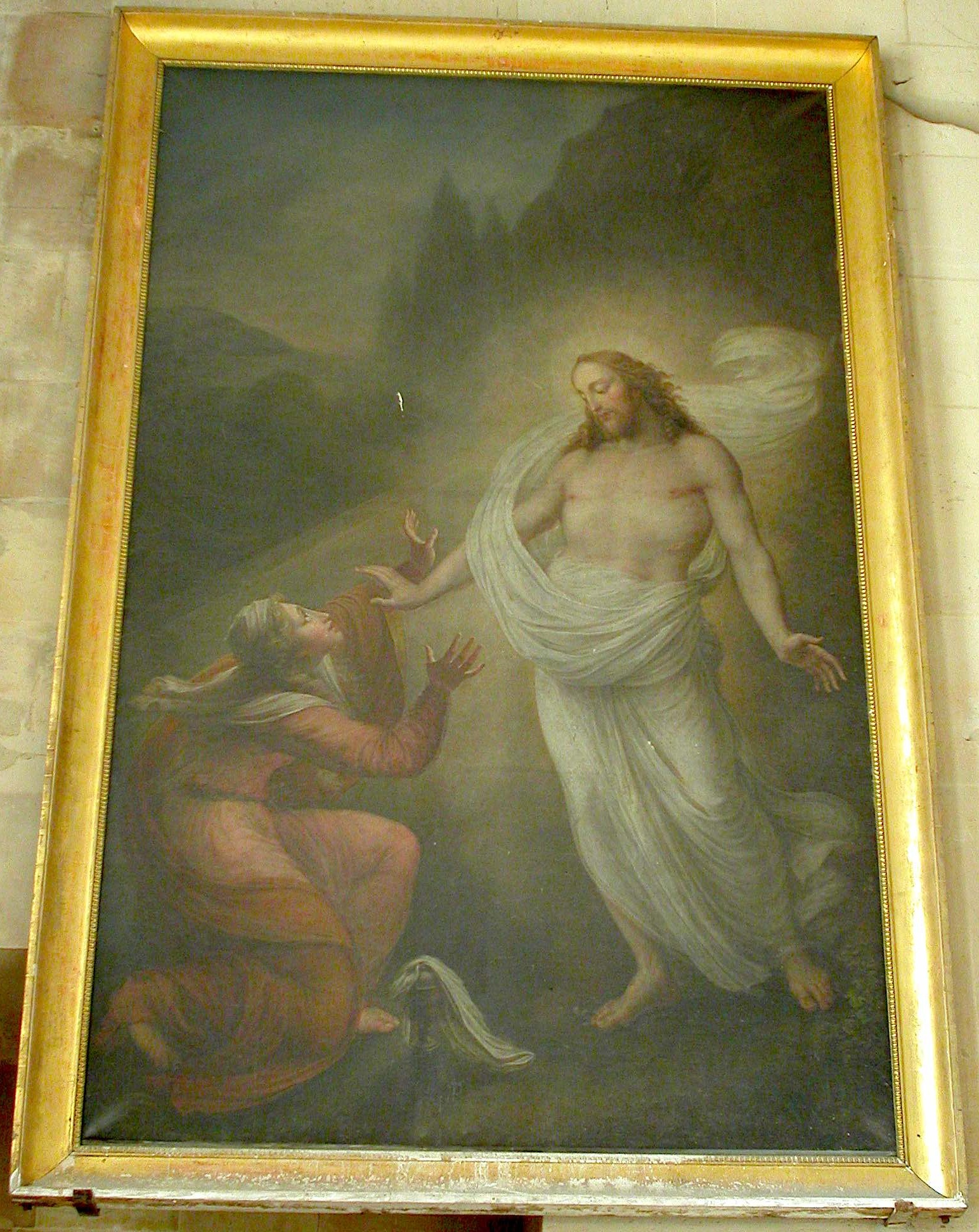
L'Apparition de Jésus à Madeleine, église Sainte-Madeleine de Rouen.